# J2000 (野球チーム)
J2000（ジェイにせん）とは、2000年に今井翼を監督兼キャプテンとして結成された、ジャニーズ事務所内の本格野球チームである。2000年代に活動していた。

## 概要
- このチームで行われた第一回の試合の入場料収入は、台湾大地震の救援活動として寄付されたため、多くのメディアでも話題となった。
- 結成前に関西で開かれたこのチームの為のオーディション（テスト）では、10名の関西ジャニーズJr.が抜擢された。その後も次々にメンバーが増えていき、これまでに延べ30名以上が参加している。
- 初試合は1999年12月18日に千葉マリンスタジアムにて行われた。

## メンバー（選手）

### 結成時メンバー
今井翼（チーム監督兼初期キャプテン、安田章大（4番センター） 、長谷川純（7番サード）、内博貴（2番レフト）
、3番ショート→2番セカンド）、田口淳之介（6番ファースト）、伊藤達哉（1番ライト）、萩原幸人（5番ピッチャー→8番ライト）、錦戸亮（補欠）、東新良和（8番セカンド）

### 追加メンバー
小山慶一郎、横山裕、村上信五、大倉忠義、丸山隆平、亀梨和也（二代目キャプテン、3番ピッチャー）、河合郁人、赤西仁（キャッチャー）、古屋暢一（4番キャッチャー）、森雄介（5番ショート）、島田直樹（6番センター）、志鎌拓大（9番レフト）、笹谷敏樹、志鎌啓大、今山透、中村翔（補欠）、佐竹滉輝、安芸翔亮、米村大滋郎、草野博紀、渋谷すばる、上里亮太

### 特別助っ人メンバー
近藤真彦、相葉雅紀（7番サード）、二宮和也（1番ファースト）

## 主な戦歴
- 1999年12月18日 - J2000台湾大震災チャリティー野球大会「MARCH OF 2000」
対戦相手は、和歌山の少年野球チーム「有田リトルシニア」。千葉マリンスタジアム。
- 2000年3月20日 - 「J2000 × 大阪近鉄バファローズスペシャルチーム」[3]
近鉄OBとの試合。大阪ドーム。
- 2000年12月9日 - 「野球博 in JAPAN」[3]
阪神タイガース・オリックス・ブルーウェーブ・大阪近鉄バファローズ・J2000の4つの混合チームで試合。大阪ドーム。
- 2001年6月 - 「Jスポーツ2001野球大会」
- 2004年9月11日 - 「Jスポーツ2004 EASTvsWEST BASEBALL GAME」[4]
大阪ドームにて開催。
  - EASTメンバー：亀梨和也（キャプテン・センター・ピッチャー）、鈴木大貴（ショート）、笹谷敏樹（セカンド）、草野博紀（ファースト）、田口淳之介（ライト）、小山慶一郎（サード）、横尾渉（キャッチャー）、河合郁人（レフト）
  - WESTメンバー：内博貴（キャプテン・ピッチャー）、横山裕（サード）、浜中文一（セカンド）、鮫島章洋（ショート）、安田章大（レフト）、佐竹滉輝（センター）、向井一博（ライト）、鮫島隆宏（ファースト）、向井祥博（キャッチャー）